# صفوت الغشم
صفوت الغشم (و. 17 أكتوبر 1963- ) ممثل ومخرج ومنتج مسرحي وتلفزيوني يمني، ويعتبر من الرعيل الأول للمسرح اليمني.

## عن حياته
حاصل على بكالوريوس تمثيل وإخراج مسرحي من المعهد العالي للفنون المسرحية في دولة الكويت في عام 1986 ولديه أعمال مسرحية وتلفزيونية وإذاعية وحاز على العديد من الجوائز.

## من أعماله

### تلفزيون
- مسلسل حكاية سعدية ممثل
- المسلسل الأردني اليمني المشترك في ظلال المدينة ممثل
- المسلسل العراقي اليمني المشترك الوصية ممثل
- عيال الذيب (مسلسل) ممثل
- مسلسل سعودي يمني مشترك خطوات على الجبال مخرج
- مسلسل أسوار3[2] ممثل
- مسلسل شعببان في رمضان اليمني مخرج
- مسلسل علاجك عندي مخرج
- مسلسل واخيرا تقاعدت[3] مخرج

### مسرح[4]
- أوبريت مسرحي (مغناة سد وادي سباء) ممثل ومخرج
- أبحر في العينين ممثل
- الحكمة اليمانية مخرج
- سلام في سلام مخرج
- ليلة سمر ناقصة مخرج
- قصة حب طبل وطارة[5] ممثل
- أبو حيان التوحيدي[6] ممثل
- هرقل [7]ممثل
- اللوحة الثقافية لإفتتاح خليجي عشرين في اليمن[8] مخرج
- العشاء الأخير مخرج

## أهم المناصب
- عضوإتحاد المسرحيين العرب
- المشرف على النشاط المسرحي في فعاليات الألعاب الأسيوية بدولة قطر (2006)
- مدير عام الشركة اليمنية الخليجية للإنتاج الثقافي والإعلامي [9]
- رئيس مجلس إدارة المؤسسة العامة للمسرح والسينما[10]
- المستشار الثقافي في السفارة اليمنية بدولة قطر[11]